# Beltrami (Minnesota)
Beltrami é uma cidade localizada no estado americano de Minnesota, no Condado de Polk.

## Demografia
Segundo o censo americano de 2000, a sua população era de 101 habitantes. 
Em 2006, foi estimada uma população de 94, um decréscimo de 7 (-6.9%).

## Geografia
De acordo com o United States Census Bureau tem uma área de 
5,2 km², dos quais 5,2 km² cobertos por terra e 0,0 km² cobertos por água. Beltrami localiza-se a aproximadamente 275 m acima do nível do mar.

## Localidades na vizinhança
O diagrama seguinte representa as localidades num raio de 28 km ao redor de Beltrami. 